# Нётаймори

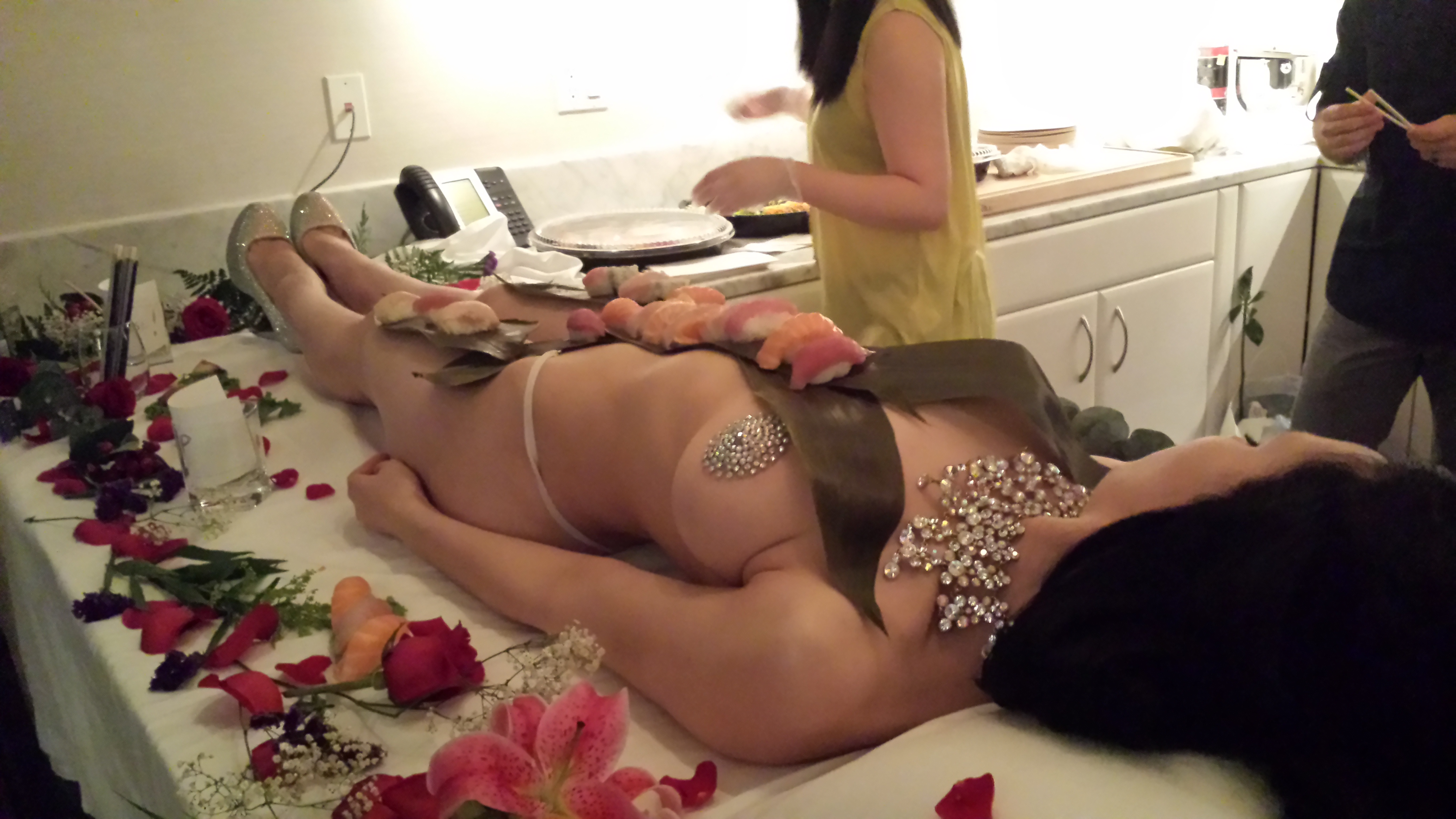
Нётаймори

Нётаймори (яп. 女体盛り «сервировка на женском теле») — это японская практика подачи суши и других блюд японской кухни на обнажённом теле женщины. Нантаймори (яп. 男体盛り «сервировка на мужском теле») — мужской эквивалент нётаймори.

## История
Считается, что практика подачи пищи на обнажённом теле берёт своё начало в период Эдо в Японии. Традиция нётаймори возникла в префектуре Исикава и продолжает там существовать. Повар Майк Кинан утверждает, что эта практика возникла в эпоху самураев: в заведениях с гейшами нётаймори подавали после крупных военных побед. Затем традиция получила распространение и в других префектурах Японии. Нётаймори стало популярно в среде якудза.
В настоящее время традиция нётаймори получила широкую известность за пределами Японии и сейчас её можно встретить во многих странах мира.

## Порядок и детали нётаймори

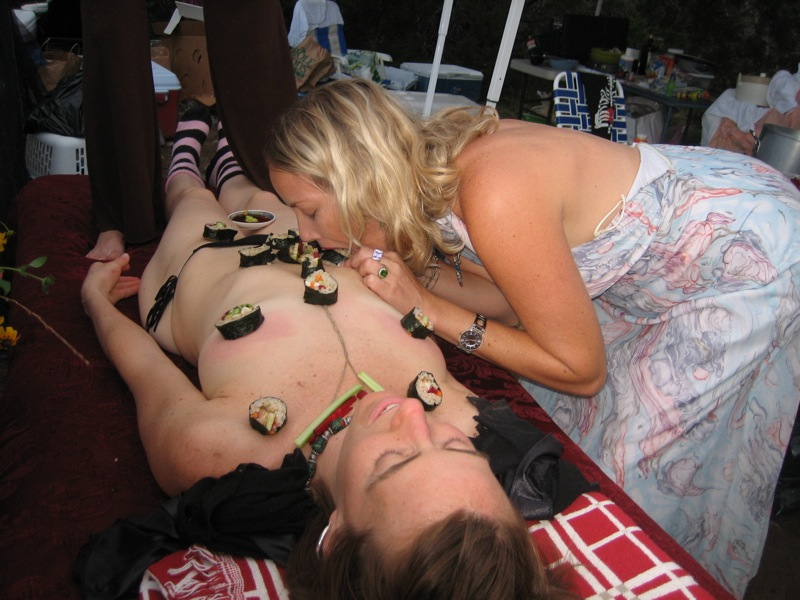
Гостья поедает роллы с тела модели

В культуре Японии нётаймори считается формой искусства. В традиционном нётаймори женщина должна неподвижно лежать всё время трапезы и не разговаривать с гостями. Суши раскладывают на её теле на листьях, чтобы предотвратить контакт кожи с рыбой. Как правило, пищу кладут на плоские участки тела, с которых она не скатится.
Пытаться разговаривать с моделями крайне не рекомендуется. Недопустимые жесты или комментарии о модели также не допускаются. Посетителям разрешается брать суши только палочками для еды, они не имеют права дотрагиваться до тела женщины. В некоторых заведениях разрешено поедание роллов прямо с сосков модели.

## Критика
Критики считают что нётаймори — это жестокая, унизительная, упадническая и сексуально объективирующая женское тело традиция. Обозревательница Guardian Джули Биндел отмечала, что женщина, которую она видела на нётаймори в Лондоне, по её мнению выглядела «как лежащий в морге труп, ожидающий вскрытия».
В некоторых странах нётаймори законодательно запрещено. В 2005 году Китай запретил нётаймори на голых телах, исходя из-за соображений общественного здоровья и вопросов морали. В Гонконге организаторы мероприятия с нётаймори встретили негативную реакцию общественности, их обвиняли в попытке оправдать сексизм искусством.
Вечеринка по случаю дня рождения южноафриканского предпринимателя Кенни Кунене, проходившая 21 октября 2010 года, на которой присутствовал президент Молодёжной лиги Африканского национального конгресса Джулиус Малема, подверглась критике со стороны генерального секретаря Конгресса южноафриканских профсоюзов Звелинзимы Вави и привела к политическому скандалу. Женская лига Африканского национального конгресса осудила нётаймори на вечеринке Кунене как посягательство на физическую неприкосновенность и достоинство женщин в Южной Африке.